# Piwoszuny
Piwoszuny (lit. Pivašiūnai) – wieś na Litwie zamieszkana przez 292 ludzi, w rejonie olickim, ośrodek administracyjny gminy Piwoszuny.
We wsi znajduje się  klasycystyczny kościół katolicki Wniebowzięcia Najświętszej Maryi Panny z 1825, w którym znajduje się ozdobiony srebrem oraz koroną święty obraz Najświętszej Maryi Panny. Był prezentem papieża Jana Pawła II. Przy kościele znajduje się cmentarz z polskimi i litewskimi nagrobkami z XIX i XX wieku.
Pierwsze wzmianki o wsi pochodzą z 1608. W 1639 posiadacz ziemski, Jan Kłocki przekazał wieś wraz z folwarkiem opactwu benedyktynów w Starych Trokach, które należało do nich aż do powstania listopadowego w 1831.

## Populacja
W 1895 we wsi mieszkało 246 osób, 65,5% stanowili Litwini, 25,2% Polacy, 8,1% Żydzi, a 1,2% Białorusini.